# Fungafeng
Fungafeng is een bestuurslaag in het regentschap Alor van de provincie Oost-Nusa Tenggara, Indonesië. Fungafeng telt 448 inwoners (volkstelling 2010).